# Целестин III
Целестин III (лат. Celestinus PP. III, в миру — Джачинто Бобоне Орсини, итал. Giacinto Bobone Orsini; ок. 1106 — 8 января 1198) — папа Римский с 30 марта 1191 года по 8 января 1198 года.

## Ранние годы
Джачинто родился в благородной римской семье Бобоне, которая была боковой ветвью рода Орсини. В источниках он также известен как Джачинто Боккарди. Он учился в Париже у Петра Абеляра, которого впоследствии защищал на Совете в Сансе. Кардинальский сан церкви Санта-Мария-ин-Космедин получил из рук Целестина II, своего бывшего одноклассника в 1144 году.

## Папство

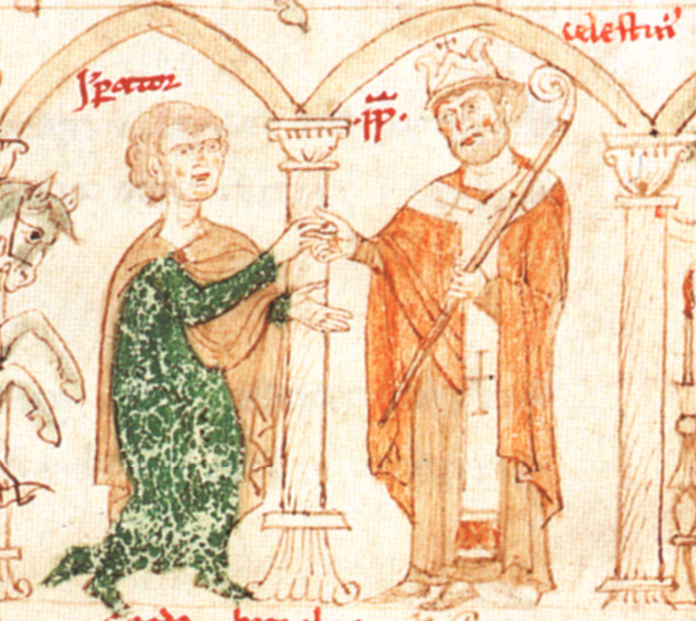
Целестин III и Генрих VI

Джачинто был избран на папский престол 30 марта 1191 года, в 85-летнем возрасте, имея лишь сан диакона. Компенсировать невысокий сан пришлось в срочном порядке: 13 апреля он был рукоположён в священники, в Великую Субботу, а в епископы — на следующий день, в Пасхальное воскресенье 1191 года, под именем Целестина III в честь благодетеля и одноклассника Джачинто — Целестина II.
Коллегия кардиналов провела выборы в срочном порядке, поскольку к Риму уже подходили войска императора Генриха VI, который требовал от папы короновать его императорской короной. Папская власть была в это время очень слабой, а римский сенат смог убедить Генриха VI не вводить войска в город и встать лагерем у Тускула. Генрих согласился, и 15 апреля 1191 года был коронован императором Священной Римской империи. Затем он ушёл, оставив Тускул во власти разгневанных римлян.
Целестин оказался в полном подчинении императора. Так, в ноябре 1192 года, когда по приказу Генриха VI был убит епископ Льежа, Альберт Левенский, Целестин III не решился протестовать, и когда Генрих пленил Ричарда Львиное Сердце, требуя громадный выкуп (1193—1194), папа также не отлучил его.
В 1192 году Целестин III подтвердил устав Тевтонского ордена. Он также сумел укрепить римское управление и поправить финансовые дела.
В 1193 году папа призвал к крестовому походу против ливонцев (данников Полоцкого княжества), чтобы не просто обратить в христианство язычников, но и остановить их переход в сферу влияния православной церкви. Это послужило началом вооруженному завоеванию Ливонии, которое сменило мирную проповедь первого католического миссионера Мейнарда.
В 1196 году Генрих VI, который после смерти короля Танкреда смог завоевать Сицилию, отправился в Рим, чтобы заключить соглашение с папой, по которому папа получал денежные отчисления в обмен на утверждение имперского господства в Италии. Однако Целестин отказался от этого предложения. Генрих VI умер в Мессине через год после этого, подавляя бесконечные восстания сицилийцев. В 1198 году, совместно с Генрихом VI, папа короновал правителя Киликийского княжества Левона II как царя Армении (фактически коронацию проводил католикос Григор VI Пахлавуни).

## Смерть
Перед смертью Целестин выразил намерение отречься от престола с указанием своим преемником кардинала Иоанна, но кардиналы не позволили ему это сделать. Он был похоронен в Латеранском дворце.